# Ryds landskommun
För andra betydelser, se Ryds landskommun (olika betydelser).
Ryds landskommun var en tidigare kommun i dåvarande Skaraborgs län.

## Administrativ historik
Kommunen inrättades i Ryds socken i Kåkinds härad i Västergötland när 1862 års kommunalförordningar trädde i kraft.  
Vid kommunreformen 1952 uppgick landskommunen i Skövde stad som 1971 ombildades till Skövde kommun.